# Giallo Records
La Giallo Records è una casa discografica italiana.

## Storia
Nel 1994 Sergio Alessandro Ferrario, titolare insieme a Luigi Mazzesi della Crotalo Edizioni Musicali diede vita alla Giallo Records con l'obiettivo di ristampare in CD vecchie canzoni, pubblicate negli anni sessanta e settanta, spesso su 45 giri ormai irreperibili e in molti casi da etichette che aveano cessato l'attività.
Successivamente l'etichetta si dedicò anche alla pubblicazione di nuovo materiale, di artisti come Gene Guglielmi o Don Miko.
Il nome deriva dal colore con cui sono stati stampati in prevalenza, almeno per i primi anni, i dischi e le copertine. Con il successivo mutare della grafica, il nome è però rimasto invariato.

## Dischi
La datazione qui riportata si basa sull'etichetta del disco o sulla copertina; qualora nessuno di questi elementi abbia una datazione, è basata sulla numerazione del catalogo.

### CD
| Numero di catalogo | Anno | Interprete                                                        | Titoli                                |
| ------------------ | ---- | ----------------------------------------------------------------- | ------------------------------------- |
| ADS NC 1001/2      | 1994 | Roby Crispiano                                                    | Solidarietà per un amico              |
| FS 1005/2          | 1994 | Don Miko                                                          | Remember                              |
| FS 1009/2          | 1995 | Esecutori vari                                                    | Beat & derivati                       |
| FS 1011/2          | 1995 | Esecutori vari                                                    | Piper Music                           |
| FS 1012/2          | 1995 | Mat 65                                                            | I Mat 65                              |
| FS 1014/2          | 1995 | Brunetta ed altri artisti                                         | Piper - In memoria di Victor Sogliani |
| FS 1015/2          | 1995 | Gene Guglielmi, Jonathan & Michelle e altri autori                | Alto volume n°1                       |
| FS 1016/2          | 1996 | Vanna Brosio e altri autori                                       | Alto volume n°2                       |
| FS 1017/2          | 1996 | Brunetta, Milena Cantù ed altri artisti                           | Alto volume n°3                       |
| FS 1018/2          | 1996 | Questions e altri autori                                          | Alto volume n°4                       |
| SAF 002            | 1997 | Gene Guglielmi e i Potage                                         | Ab urbe condita                       |
| SAF 004            | 1997 | Funamboli ed altri artisti                                        | Rapallo Davoli 1966                   |
| SAF 007            | 1997 | I King's Stars, I G. Men ed altri artisti                         | The best of Edig                      |
| SAF 012            | 1997 | Roby Crispiano ed altri artisti                                   | The best of Vedette                   |
| SAF 016            | 1997 | Esecutori vari                                                    | Rapallo Davoli 1966                   |
| SAF 017            | 1997 | Come le foglie                                                    | Come le foglie                        |
| SAF 018            | 1997 | Tullio De Piscopo, Ugolino ed altri artisti                       | The best of Fox                       |
| SAF 019            | 1997 | Luisa Casali ed altri artisti                                     | The best of Fox 2                     |
| SAF 020            | 1998 | Perdio                                                            | Perdio - Raccolta completa            |
| SAF 021            | 1998 | Lee Selmoco e Armando Sciascia                                    | Mosaico psichedelico                  |
| SAF 024            | 1998 | Gene Guglielmi                                                    | Note d'autore                         |
| SAF 025            | 1998 | Cachi d'aspa                                                      | Si cerca di dire                      |
| SAF 027            | 1998 | Come le foglie                                                    | Come le foglie                        |
| SAF 028            | 1999 | Puccio Roelens, Cesco Anselmo e Armando Sciascia ed altri artisti | Beat psichedelico alla celluloide     |
| SAF 029            | 1999 | Don Miko                                                          | W te                                  |
| SAF 030            | 1999 | Acid Group                                                        | Dedicato                              |
| SAF 032            | 1999 | Dalton                                                            | Argitari                              |
| SAF 033            | 1999 | Perdio                                                            | A Robert                              |
| SAF 036            | 2003 | Goffredo Canarini ed altri artisti                                | Kiss kiss...bang bang                 |
| SAF 037            | 2004 | Angela                                                            | Angela bambina cattiva                |
| SAF 038            | 2004 | Angela                                                            | È una storia lunga                    |
| SAF 045            | 2005 | Bruno Battisti D'Amario e Luigi Zito                              | Psycho film                           |
| SAF 048            | 2005 | Gene Guglielmi                                                    | Hits 18                               |
| MM 108             | 2008 | Perdio                                                            | Ultimate collection 1974              |
| MM 115             | 2009 | Albergo Intergalattico Spaziale                                   | Angeli di solitudine                  |